# Estrutura da Luftwaffe em 1941
A estrutura da Luftwaffe em 1941 apresentava algumas diferenças da estrutura com a qual havia começado a guerra em Setembro de 1939. A 22 de Junho, data do início da Operação Barbarossa, a Luftwaffe era composta por um milhão e 700 mil efectivos, quatro vezes mais do que o número de efectivos com o qual começou a guerra em 1939. Para além do enorme aumento no número de efectivos, contabilizava-se também um aumento no número de aeronaves e no território que estas cobriam, dadas as expansões militares realizadas pela Alemanha Nazi durante 1939, 1940 e em 1941. Antes de 1941, cada Frota Aérea (Luftflotte) podia equiparar-se a um Corpo Aéreo do Exército dos Estados Unidos, contudo, dado o alargamento em todos os sentidos devido às conquistas e às necessidades de guerra, após 1941 cada Frota Aérea podia equiparar-se a uma força aérea numerada da USAAF. Este alargamento ao longo da guerra, de entre outros factores, contribuiu para a necessidade de ocorrer uma reorganização anos mais tarde, em 1943.

## Comando
Em 1941, a Luftwaffe apresentava uma estrutura na qual as posições de Comandante-em-chefe da Força Aérea, Ministro da Aviação do Reich e Comissário do Reich para a Indústria Aeronáutica eram encabeçadas pelo mesmo indivíduo, Hermann Göring. Abaixo deste, a Luftwaffe organizava-se, a 22 de Junho de 1941, em oito áreas:

### Chefe do Ministério
- Adjunto
- Chefe de Equipa
- Academia de Guerra Aérea
- Presidente da Comissão da Luftwaffe
- General da Luftwaffe no OBH
- General da Luftwaffe no OBK

### Chefe do Estado-maior da Luftwaffe
- Equipa de Comando da Força Aérea
- 1.º Departamento Liderança
- 2.º Departamento Organização
- 3.º Departamento Táctico
- 4.º Departamento Intendente
- 5.º Departamento Negócios Estrangeiros
- 6.º Departamento Armamento

### Chefe da Defesa Aérea
- Departamento Central
- Divisão da Força e Equipamento da Luftwaffe

### Chefe do Gabinete do Pessoal da Força Aérea
- Departamento do Chefe
- Escritório do Grupo de Oficiais
- 3.º Departamento
- 4.º Departamento
- 5.º Departamento
- 6.º Departamento
- Departamento Geral de Pessoal

### Chefe do Sistema de Treino
- Departamento de Ciência Militar
- Departamento de Educação
- Colecção de Material de Ensino e Ordem
- Departamento de Imagem Aérea
- Director de Associações de Serviço Aéreo
- Director do Avião de Reconhecimento
- Director da Aviação Naval
- Director das Escolas de Pilotagem
- Director da Educação e do Treino na Força Aérea
- Outros Serviços
- Inspecção de Construção

### Força Aérea
- Frotas Aéreas
- Corpos Aéreos
- Divisões de Voo
- Divisões de Combate Nocturno
- Fliegerführer
- Jagdfliegerführer

### Forças Terrestres da Luftwaffe
- Tropas Paraquedistas
- Comandos Aerotransportados
- Comandos de Defesa Aérea
- Corpos Antiaéreos
- Brigadas Antiaéreas
- Brigadas de Construção da Força Aérea

### Generalflugzeugmeister
- Chefe de Equipa
- Concelho Industrial
- Escritório de Grupo de Desenvolvimento Antiaéreo
- Escritório de Planeamento
- Escritório Técnico
- Escritório de Abastecimento
- Escritório de Economia Industrial